# Episodi di Un caso per due (ventottesima stagione)
La ventottesima stagione della serie televisiva tedesca Un caso per due, composta da 7 episodi, è andata in onda in Germania sul canale ZDF a partire dal 4 aprile 2008.
| nº | Titolo originale         | Titolo italiano      | Prima TV Germania | Prima TV Italia |
| -- | ------------------------ | -------------------- | ----------------- | --------------- |
| 1  | Bittere Erkenntnis       | Il seme del dubbio   | 4 aprile 2008     |                 |
| 2  | Mörderische Fälschungen  | Farmaci illegali     |                   |                 |
| 3  | Eine fatale Entscheidung | Medici contro        |                   |                 |
| 4  | Ehrensache               | La ragazza turca     |                   |                 |
| 5  | Erbarmungslose Rache     | Un nuovo inizio      |                   |                 |
| 6  | Geplatzte Träume         | Così vicini al cielo |                   |                 |
| 7  | Falsche Fährte           | Una falsa pista      |                   |                 |